# Ben Plucknett
Walter Harrison ("Ben") Plucknett (né le 13 avril 1954 à Beatrice, Nebraska – mort le 17 novembre 2002 à Essex, Missouri) était un athlète américain, spécialiste du lancer de disque.
En 1981, il bat le record du monde à deux reprises, en le portant à 72,34 m le 7 juillet. Le 13 juillet 1981, l'IAAF l'interdit de compétition pour dopage aux stéroïdes anabolisants. Cette performance est toutefois validée par l'USATF et constitue le record des États-Unis.
Ses 71,32 m, obtenus le 4 juin 1983 à Eugene (Oregon), sont reconnus par l'IAAF comme le record nord-américain.